# Mothern (série de televisão)
Mothern foi uma série de televisão de comédia brasileira, criada por Luca Paiva Mello e Rodrigo Castilho. "Mothern" estreou no canal GNT e, posteriormente, foi exibida em 120 países pela Globo International. Foi a primeira série de dramaturgia do canal GNT - uma co-produção com a Mixer. "Mothern" apresenta de forma bem-humorada o cotidiano de quatro mulheres que descobrem o real significado da maternidade nos dias atuais. A cada episódio, uma situação diferente será vivida pelas personagens principais. A série foi indicada ao International Emmy Awards e teve 3 temporadas - em um total de 39 episódios.
Em 2002, foi criado o blog Mothern, que relatava histórias de duas mães. Em seguida, foi lançado o livro Mothern - Manual da Mãe Moderna (Editora Matrix, 2005) por Laura Guimarães e Juliana Sampaio. E em 2006, o livro inspirou a criação da série.

## Sinopse
Beatriz, Mariana, Raquel e Luísa são jovens, profissionais e mães. À beira de um ataque de nervos, elas tentam encontrar o equilíbrio nas suas vidas e o melhor caminho para criarem os seus filhos. São amigas, mas têm personalidades muito diferentes. Cheias de dúvidas e imperfeições, as motherns têm jogo de cintura para encontrar saídas muito pessoais para dilemas universais.

## Personagens
- Mariana (Fernanda D'Umbra) é uma chefe de cozinha de 35 anos, mãe de Bel (Klara Castanho), cinco anos, e separada há 6 meses do marido. Ela é independente, prática e decidida, é uma mulher que planeja e cumpre. Irônica e desencanada, dentro dos limites de uma mãe, é cúmplice da filha. Tem medo que ela seja no futuro uma pessoa frágil e, por isso, preocupa-se em prepará-la para as adversidades da vida. Criou a filha com o apoio de uma verdadeira equipe, que ainda mantém e gerencia, formada por babá, motorista e empregada.
- Luísa (Melissa Vettore) é uma dona de livraria de 34 anos, mãe de Nina (Giovana Ramos, Giulia Ramos), um ano, e madrasta de Martim (Pedro Henrique Lemos), 6 anos, com desejo de ser escritora. É romântica, insegura e muito ponderada. Está o tempo todo mediando relações e vive cheia de dúvidas. Preocupa-se muito em cuidar bem da filha e sempre questiona a si mesma se está de acordo com os padrões. Já leu tudo que existe sobre maternidade e vive perseguida pelos conselhos de especialistas.
- Beatriz (Juliana Araripe) é uma arquiteta de 30 anos, mãe de Filipe (Miguel de Azevedo Marques), de três meses. Ela é intempestiva, surtada, e mãe de primeira viagem. Tem espírito aventureiro, sempre viveu nos extremos e agora tenta se adaptar a uma vida mais centrada.
- Raquel (Camila Raffanti) é uma publicitária de 31 anos, mãe de Laura (Pietra Pan), três anos, e Pedro (Enrico Damaro), dois anos. Ela é controladora, exigente e autoritária, é também muito prática e franca. Diz sempre o que pensa, geralmente de forma bem educada, sendo direta quando fala de sexo. Metódica, tem mania de ajeitar as coisas até mesmo na casa dos outros. Agora que os filhos estão um pouco mais crescidos, vive impulsos de uma adolescência tardia. Maternal e muito carinhosa, faz tudo com muita naturalidade. Por isso, é também muito exigente e perde a cabeça quando as coisas saem do controle.

## Elenco

### As "Motherns"
- Camila Raffanti como Raquel
- Fernanda D'Umbra como Mariana
- Juliana Araripe como Beatriz
- Melissa Vettore como Luísa

### Os maridos
- Alexandre Freitas como Zé
- Otávio Martins como Léo
- Rafinha Bastos como Marcelo

### As crianças
- Miguel de Azevedo Marques como Filipe (bebê de Beatriz)
- Giovana Ramos e Giulia Ramos como Nina (filha de Luísa)
- Pedro Henrique Lemos como Martim (enteado de Luísa)
- Pietra Pan como Laura (filha de Raquel)
- Enrico Damaro como Pedro (filho de Raquel)
- Klara  Castanho como Bel (filha de Mariana)
- Giulia Jordão em participação especial como amiga de Laura.

## Lista de episódios

### Primeira temporada (2006)
1. O Nascimento da Mothern - 19 de Agosto
2. Noite - 26 de Agosto
3. Escolhas, Palpites e Ansiedades - 2 de Setembro
4. Feitiços do Tempo - 9 de Setembro
5. Quem Quer Ajuda? - 16 de Setembro
6. A Hora Certa - 23 de Setembro
7. O Inferno São os Outros? - 30 de Setembro
8. Verdade Seja Dita - 7 de Outubro
9. Domingo - 14 de Outubro
10. Matemática Motherna - 21 de Outubro
11. Maneiras e Maneiras… - 28 de Outubro
12. Campo Minado - 4 de Novembro
13. Dois ou Um - 11 de Novembro

### Segunda temporada (2007)
1. Imprevistos - 26 de Maio
2. Malabarismos - 2 de Junho
3. Disputas - 9 de Junho
4. Regras - 16 de Junho
5. Tristeza - 23 de Junho
6. Festa- 30 de Junho
7. Exemplos - 7 de Julho
8. Cuidados - 14 de Julho
9. Medo - 21 de Julho
10. Separados - 28 de Julho
11. Desejo, Necessidade, Vontade - 4 de Agosto
12. Não! - 11 de Agosto
13. Ano-Novo - 18 de Agosto

## Prêmios e nomeações
A primeira temporada de "Mothern" foi indicada ao International Emmy Awards de 2007,[ligação inativa] que premia programas de televisão de todo o mundo. A série foi indicado na categoria "Drama Series". Foi também o único projeto brasileiro selecionado para participar do INPUT - International Public Television de 2007, em Lugano.